# Euphlyctis ehrenbergii
Euphlyctis ehrenbergii är en groddjursart som först beskrevs av Peters 1863.  Euphlyctis ehrenbergii ingår i släktet Euphlyctis och familjen Dicroglossidae. IUCN kategoriserar arten globalt som livskraftig. Inga underarter finns listade i Catalogue of Life.